# The One Thing
The One Thing è l'ottavo album in studio del cantante statunitense Michael Bolton, pubblicato nel 1993 ed è arrivato in prima posizione in Australia per due settimane.
Il singolo Said I Loved You...But I Lied è arrivato in seconda posizione in Australia, in terza in Canada ed in sesta nella Billboard Hot 100.

## Tracce
1. Said I Loved You...But I Lied – 5:05
2. I'm Not Made of Steel – 5:11
3. The One Thing – 5:09
4. Soul of My Soul – 5:42
5. Completely – 4:25
6. Lean on Me – 5:20
7. Ain't Got Nothing If You Ain't Got Love – 5:04
8. A Time For Letting Go – 5:38
9. Never Get Enough of Your Love – 5:06
10. In the Arms of Love – 4:47

Traccia bonus nell'edizione britannica
1. The Voice of My Heart – 4:47

## Classifiche
| Classifica (1993) | Posizione massima |
| ----------------- | ----------------- |
| Australia         | 1                 |
| Regno Unito       | 4                 |
| Stati Uniti       | 3                 |
| Nuova Zelanda     | 4                 |
| Germania          | 5                 |
| Svezia            | 8                 |